# Titoïsme
Titoïsme is een stroming binnen het communisme, ontwikkeld door de Joegoslavische leider Josip Broz Tito.
Het voornaamste ideologische verschil tussen titoïsme en andere vormen van communisme is dat, volgens Tito, het communisme in een specifiek land bereikt moet worden op een op dat land toegespitste manier, en niet volgens een in een ander land ontwikkelde "blauwdruk." Vandaar Tito's ruzie met de leiders van de Sovjet-Unie en de weigering van Joegoslavië om lid te worden van het Warschaupact.
De term titoïsme was aanvankelijk een door Moskou gebruikt scheldwoord, maar werd net als eerder trotskisme spoedig een misdrijf. De partijleiders van Polen Władysław Gomułka en Hongarije Laszlo Rajk werden op beschuldiging van "titoïsme" uit hun functies ontheven. 
Het arbeiderszelfbestuur, waarop het Joegoslavische communisme althans in woord en geschrift de nadruk legde, werd overgenomen door de Spaanse Carlistische Partij die in de jaren 70 van de 20e eeuw werd opgericht door Karel Hugo van Bourbon-Parma, waarmee hij zijn aanspraak op de Spaanse troon kracht bij wilde zetten. Hiervoor kreeg hij echter niet veel bijval tijdens de overgang van Spanje naar de democratie na Franco's dood in 1975; veel Carlisten hielden het bij hun ultraconservatieve katholieke traditie.